# Castrul roman de la Reci
Castrul roman de la Comolău (azi asimilat satului Reci, județul Covasna) reprezintă un punct militar strategic, localizat la extremitatea estică a Daciei romane.

## Istoric
A fost construit pentru a putea asigura paza drumului de graniță ce avea ca punct final Castrul roman Angustia (situat pe teritoriul actualei comune Brețcu). Cercetările, puține la număr, relevă că a fost construit (și populat până în secolul al V-lea) de către cohors I Hispanorum veterana quingenaria equitata.
Castrul nu este marcat pe teren, nu există vreo descriere a lui și nu există nici indicatoare spre castru (mai 2011).

## Date administrative
In anul 1964 fostul sat Comolău s-a contopit cu localitatea Reci, astfel că in zilele noastre Comolău constituie partea nordică a acesteia.